# 北平国货陈列馆

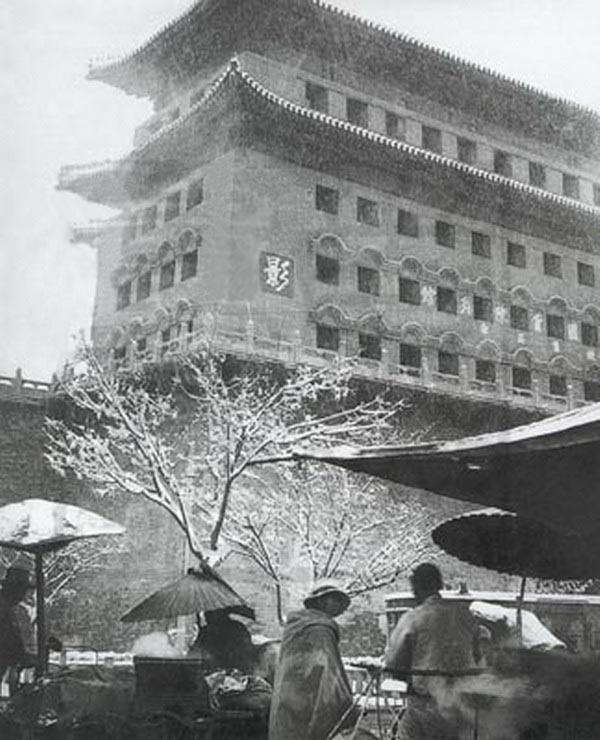
1930年代拍摄的正阳门箭楼冬景，乃从西南角向上仰摄。箭楼上有“市国货陈列馆”、“设售部门”及“影”字样。

北平国货陈列馆是为宣传和支持中国的国货而在北京开办的陈列馆，始建于1906年。

## 历史
北平国货陈列馆的前身是京师劝工陈列所。1906年，正值清末新政时期，清朝农工商部设京师劝工陈列所，在前门外廊房头条的会元堂旧址建设新楼，陈列各省选送至北京的特产。1908年，因发生火灾，京师劝工陈列所的物品多半被毁。1909年6月，京师劝工陈列所迁至广安门内工艺局西边的新址，于同年8月对外开放。
1912年5月，京师劝工陈列所更名为商品陈列所，并于同年9月举行了轰动一时的国货展览会。
1928年，南京国民政府北伐胜利后，开始实施“保护国货”政策，支持民族工商业发展。“保护国货”政策的主要成果之一便为成立部属或省市属国货陈列馆。1928年8月，国民政府工商部将商品陈列所更名为国货陈列馆，经对前门箭楼改造后，将国货陈列馆迁至前门箭楼内，并于同年11月重张。前门箭楼此前并不对公众开放，自国货陈列馆“重张”起首次对公众开放。
北平国货陈列馆只陈列国货，提倡并宣扬购买国货，不以赢利为目的。除了偶尔举办的特殊拍卖外，基本不出售馆内陈列品。
抗日战争爆发后，日军占领北平。1940年，北京特别市公署的余晋龢以国货陈列馆“占用前门箭楼，地接冲要，殊不适用”等为由，责令馆长吴公纯将国货陈列馆迁至北海先蚕坛内。1941年1月，国货陈列馆迁入北海先蚕坛。抗日战争结束后，1947年7月，国货陈列馆被撤销。

## 建筑

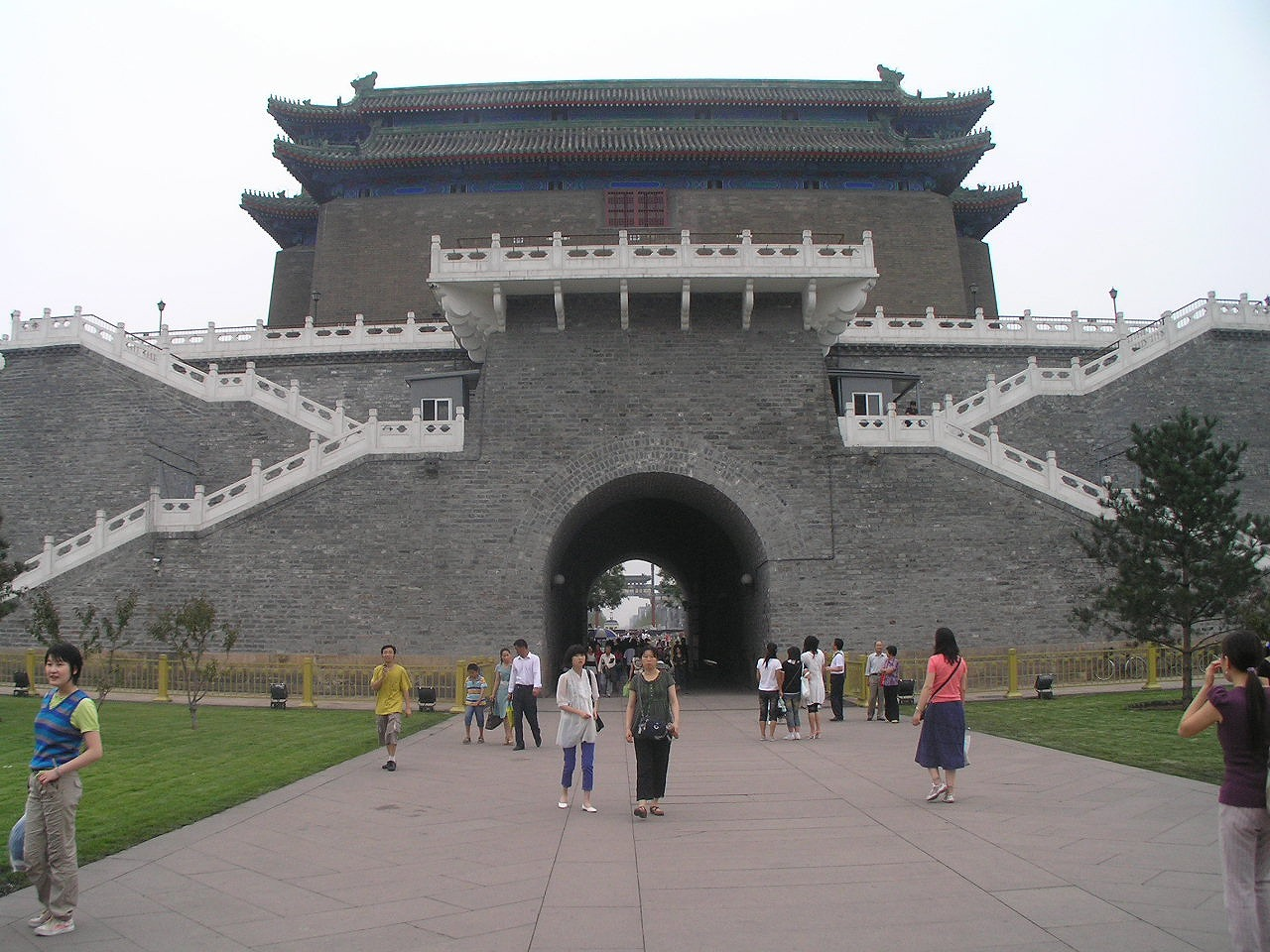
正阳门箭楼北侧。露台上方的门楼北墙上有巨型窗户，即为1928年为国货陈列馆迁入而开

位于廊房头条的京师劝工陈列所旧址于1936年重建为巴洛克式四层楼房（其中地上三层，地下一层），定名为“北京劝业场”。
1928年前，前门箭楼露台的门楼北墙仅有3扇大门，无窗户。1928年8月，国民政府工商部将商品陈列所更名为国货陈列馆，并决定将该馆由广安门内迁至前门箭楼。1928年8月起，因国货陈列馆即将迁入前门箭楼，故前门箭楼进行了一系列改造，裕兴营造厂在前门箭楼上搭起脚手架，经过两个月施工，在北墙上的3扇大门上方新开一扇巨型玻璃窗，该窗高2.16米，宽3.20米。该窗是为改善箭楼内部的采光条件而开，国货陈列馆的展柜设于前门箭楼的一层大厅和南半部二至四层，仅靠箭楼东、南、西三面共94个箭窗采光仍嫌不足。1928年前，前门箭楼不对公众开放。1928年11月，国货陈列馆在前门箭楼内“重张”，前门箭楼首次对公众开放。